# Colonia Guadalupe Victoria, Lerma
Colonia Guadalupe Victoria är en ort i Mexiko.   Den ligger i kommunen Lerma och delstaten Mexiko, i den sydöstra delen av landet, 30 km väster om huvudstaden Mexico City. Colonia Guadalupe Victoria ligger 2 860 meter över havet och antalet invånare är 2 306.
Terrängen runt Colonia Guadalupe Victoria är huvudsakligen kuperad, men västerut är den platt. Runt Colonia Guadalupe Victoria är det tätbefolkat, med 570 invånare per kvadratkilometer. Närmaste större samhälle är Cuajimalpa, 17,4 km öster om Colonia Guadalupe Victoria. I omgivningarna runt Colonia Guadalupe Victoria växer huvudsakligen savannskog.